# XFV-12戰鬥機

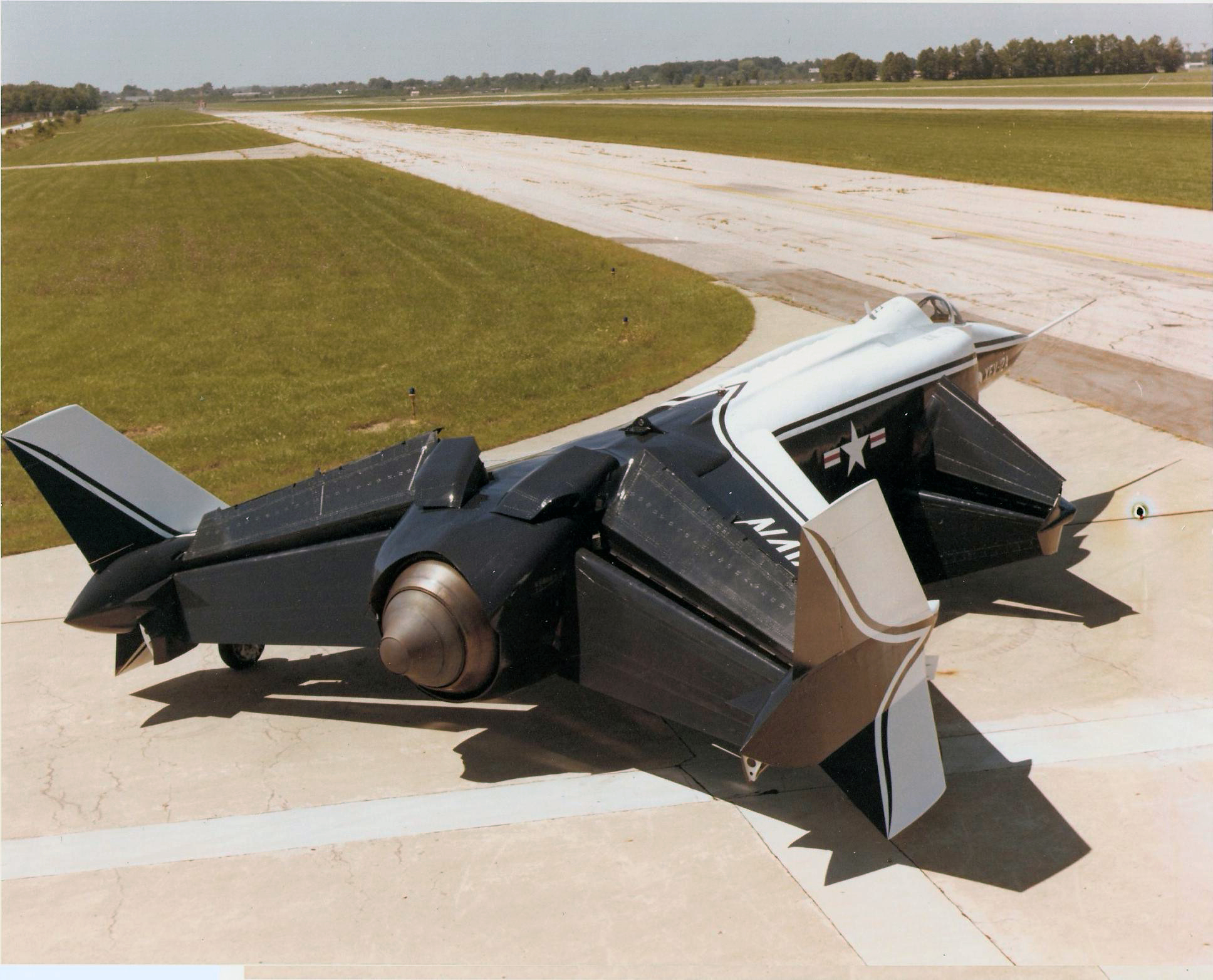
XFV-12A於試飛場

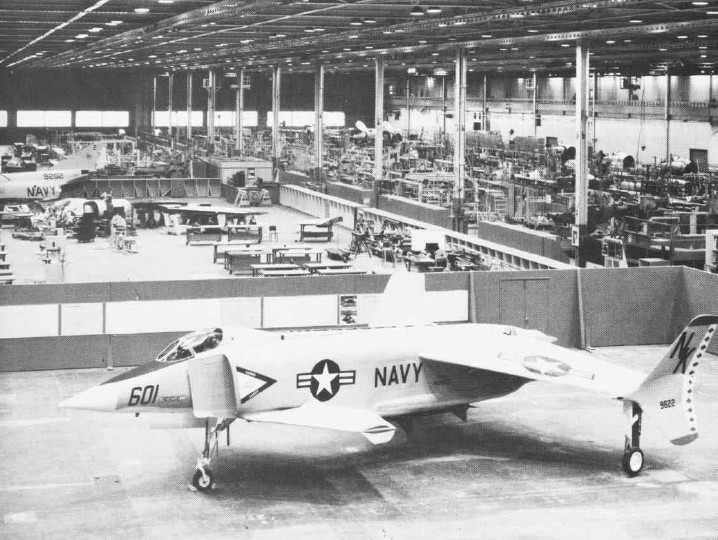
XFV-12A戰鬥機

洛克威爾XFV-12是一種美國海軍為配合制海艦開發的實驗型超音速垂直起降戰鬥機。在書面上，這種飛機的性能優於英國的海獵鷹次音速戰鬥轟炸機。這架飛機以折流屏將引擎噴流導向翼面以提供升力。就像失敗的XV-4蜂鳥（页面存档备份，存于） 實驗機一般，這種設計嚴重限制了這架飛機的機翼掛載。其巨大的前翼面積將近主翼的一半，使其可視為一種雙翼機。
與一般人熟知海獵鷹不同，本機使用一套翼面吹氣的方式，在垂直起降時，引擎後方的折流屏將會關閉，經由機身內的管路將噴射氣流導向開設在主翼及前翼上的百葉窗以提供升力。計畫使用一具後燃推力130千牛噸的引擎，推動其9070公斤的起飛重量。
1972年，美國海軍提出了下一代垂直起降戰鬥機的要求。儘管XFV-12的風險大於海獵鷹式，但海軍仍然選擇開發這架飛機。
為壓抑成本，本機使用了天鷹式攻擊機的機首與幽靈式戰鬥機的進氣口。引擎測試在1974年開始。全尺寸模型的風洞測試在NASA位於維吉尼亞州蘭格利測試中心的風洞中進行。實驗結果顯示；當初設計時對折流效率預計太過樂觀，其動力恐不足以支持垂直起降。然而，若只是作一般飛行則並無問題。
地面測試於1977年7月開始，並於同年在洛克威爾位於俄亥俄州哥倫布的工廠發表。然而，由於價格上漲，迫使第二架原型機的建造取消。
本機的懸翔測試於1978年開始。經過六個月的測試，確定了XFV-12在這方面的重大缺陷；尤其是垂直推力的不足。在實驗室中，估計翼面吹氣將提供55%的增升效率。然而，在實際測試中：其提供翼面之增升效率僅19%，提供前翼者更只有6%。儘管折流屏始終工作良好，但由於引擎推力在傳導過程中損失太大，故在垂直起降時，引擎只能夠提供其所需的75%推力。
由於以上瓶頸始終無法克服及價格暴漲，海軍在1981年終止了這項計畫。之後，雜誌批露了另一個將這項概念用於C-130上的計畫，但該計畫最後亦無疾而終。

## 一般諸元
- 乘員：1
- 全長：13.4公尺
- 翼展：8.7公尺
- 全高：
- 空重：1768公斤
- 動力：普惠F-401-PW-400渦輪扇葉引擎，推力136KNt×1
- 極速：約2.2馬赫
- 推重比：1.5（正常飛行）
- 武裝：:AIM-7×2

## 類似機種
- 達梭幻象IIIV
- 霍克獵鷹
- Yak-38
- XV-4 （页面存档备份，存于）
- F-35